# Diwata
La Diwata en la mitología filipina se refiere a las diwata (hadas), lamba (hadas de alas pequeñas), espíritus de la naturaleza, seres celestiales y dioses en la mitología. En la religión indígena, este término describe específicamente a los seres celestiales y los espíritus de la naturaleza que nunca fueron humanos. La Diwata puede abarcar a los espíritus de objetos, plantas o animales, hasta los dioses que representan las fuerzas de la naturaleza o conceptos abstractos, e incluso a los dioses y diosas de un panteón.
un diwata (derivado de sánscrito devata देवता) o también engkanto es un tipo de deidad o espíritu. El término «diwata» ha permanecido hasta la actualidad desde la Filipinas pre-colonial; se usa en las Visayas, en el Palawán y Mindanao (sur de Filipinas) mientras que en Luzón (norte de Filipinas) existe su equivalente sinonímico llamado anito. En el Bicol, en Marinduque, en Romblon y en Mindoro se usan ambos términos, evidenciándose como zona cultural intermedia.
La comprensión moderna filipina de la diwata abarca significados como musa, hada, ninfa, dríada o incluso deidad (dios o diosa). Se cree que la palabra tiene su origen en la palabra sánscrita devata (deidad). Las diwatas en el folclore y la mitología suelen estar asociadas o sincronizadas con las hadas llamadas lambana. En el Tagalo moderno, diwata significa hada o ninfa. Se refiere particularmente a los espíritus de la naturaleza de belleza extraordinaria, como Maria Makiling.
A estos espíritus se les invocaba mediante rituales para pedir bonanza, bendiciones y salud. De no adorarlos, las personas podían caer en desgracia o en una enfermedad si no se les muestra el respeto apropiado. Se decía que residían en los grandes árboles, como las acacias y los baletes se les consideraba como guardianes de la naturaleza.
Cuándo España conquistó las Filipinas las religiones autóctonas quedaron relegadas y marginalizadas, extendiéndose el cristianismo católico. Para los españoles, consideraban los diwatas filipinos como una forma de dríade, considerado benévolo o neutro. 
Las Diwata son dioses, diosas, deidades, y muchas otras figuras divinas, semi-divinas e importantes de la mitología clásica filipina y religiones indígenas filipinas que colectivamente se conocen como Diwatas, cuyas extensas historias abarcan desde hace cien años hasta posiblemente miles de años desde los tiempos modernos. El término Bathala eventualmente reemplazó "Diwata" como la palabra principal para "dioses" y llegó a significar cualquier ser sobrenatural adorado por controlar aspectos de la vida o la naturaleza. Con el tiempo, Bathala (o Bathalà/Maykapál) llegó a asociarse con el Dios cristiano y se convirtió en sinónimo de Diyós.
Las Diwatas en la mitología filipina se refieren a hadas, espíritus de la naturaleza, seres celestiales y dioses mitológicos. En la religión popular, específicamente se refiere a los seres celestiales y espíritus de la naturaleza que nunca fueron humanos. Estos espíritus pueden variar desde guardianes de objetos, plantas o animales hasta deidades que representan fuerzas naturales, conceptos abstractos o incluso dioses de un panteón. Pag-Diwata es un ritual que da alabanza, veneración y adoración a los dioses y espíritus de la naturaleza.

## Características
La apariencia de un diwata varía enormemente, pudiendo tomar multitud de formas. Aun así, existe una tendencia a la personificación, o sea, de aspecto human.
Algunos poemas visayanos, como el Hinilawod, los describen como bellos e intemporales, algunos con la piel dorada, otros con la piel luminosa.

### Etimología

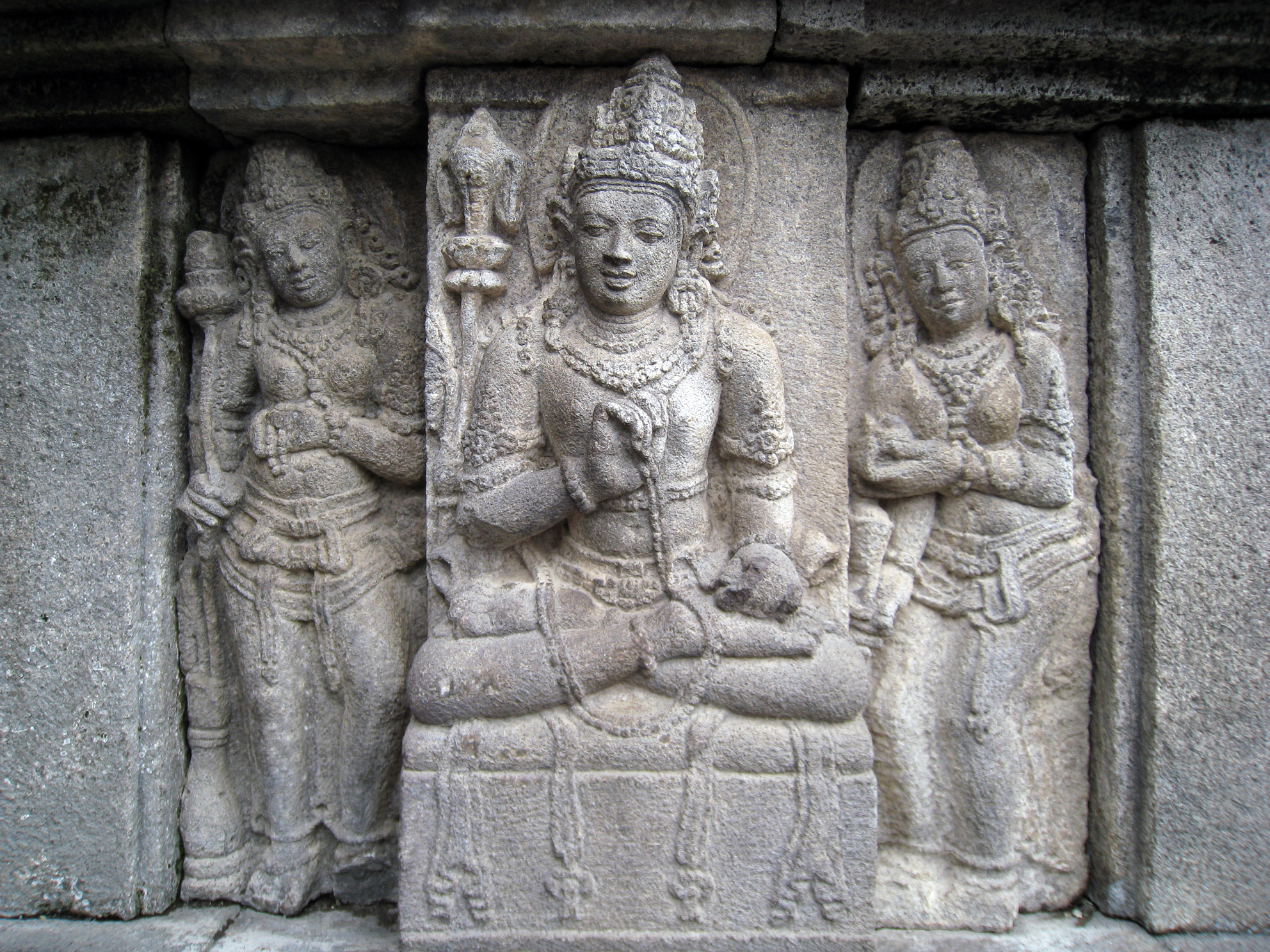
Un macho devata, flanked por un dos apsaras, Vishnu templo, Prambanan.

La palabra Diwata ha sido utilizado desde tiempos prehispánicos, cuando existía en Filipinas una gran influencia del hinduismo y del budismo. Por ello deriva del sánscrito, Devata (Devanagari: देवता). En Khmer se denominaban Tevoda (ទេវតា), en javanés, en balinés, en sondanés, en malayo y en indonesio, dewata, en toba, debata, en karo, dibata y en simalungun, naibata. El plazo "
Devata puede significar también deva («significando los dioses», pl: devatas). hay macho y hembra devatas. Hay muchas clases de devatas: vanadevatas (espíritus de bosque), gramadevatas (espíritus del pueblo)...etc. Cada actividad humana tiene su devata, o sea su aspecto espiritual.

## Adoración
Los habitantes de la Filipinas precolonial adoraban a los diwatas ya que se creía que un dios superior los creó para ayudarle a administrar la naturaleza. Los diwatas pueden ser femeninos o masculinos. Por ejemplo, Diwata Barangaw, quién es el espíritu masculino del arcoíris. 
Los diwata que se veneraban en Filipinas fueron descritos como superiores en belleza, en conocimiento y en artes marciales al humano. Se practicaban rituales y ofrendas para hacer peticiones y orar.
Debido a la destrucción española de la mayoría de la cultura precolonial de Filipinas, las diwata se asociaron figuras encantadoras similares como la ninfa. De ahí su nombre alternativo engkanto.

## Terminología
Según las investigaciones del etnógrafo Fernando de Blumentritt y otros notables estudiosos, el término «diwata» tiene un uso muy diverso dependiendo del grupo étnico:
- cebuanos: deidad.[21]
- Los Batak: espíritu, «el bien y el mal».[21]
- Los Tagbanwa: espíritus invisibles.[21]
- Los Mandaya: un espíritu.[21]
- Los Manobo: espíritu.[21]
- Los Subanen: dios.[21]
- Los Tiruray: gran pez de ocho cabezas.[21]
- Los Maguindanaon: imágenes de una deidad, no la deidad en sí.[21]
- Los Magahat: Diwa, un dios del bosque y los espíritus de la tierra.[21]
- Los Bukidnon: «hombres del cielo».[21]
- Los Blaan: dios bondadoso, conocido como Dwata.[21]
- Los Cuyonon: «el más potente de las deidades».[21]

Los estudios apuntaron a que diwata se utilizaba más en las islas del sur de las Filipinas, mientras anito se usaba en las islas del norte (aunque no son los dos únicos términos).